# Schaap & Citroen (lied)
Schaap & Citroen is een lied van de Nederlandse rapper Lil' Kleine in samenwerking met de Nederlandse rapper JoeyAK. Het stond in 2022 als zesde track op het album Ibiza stories.

## Achtergrond
Schaap & Citroen is geschreven door  Jorik Scholten, Joël Hoop en Julien Willemsen en geproduceerd door $hirak. Het is een nummer dat past in het genre nederhop. In het lied rappen de artiesten over hun successen en rijkdommen. De titel van het lied is een verwijzing naar de juweliersketen Schaap en Citroen. In het lied zijn enkele regels uit de film Scarface uit 1983 te horen. 
Het is niet de eerste keer dat de twee artiesten met elkaar samenwerken. Dit deden zij eerder al op Geen hype en Jongens van plein.

## Hitnoteringen
De artiesten hadden bescheiden succes met het lied in Nederland. Het kwam tot de zesde plaats van de Single Top 100 in de vier weken dat het in deze hitlijst te vinden was, ondanks dat het niet als single, maar enkel als albumtrack was uitgebracht. De Top 40 en haar Tipparade werden niet bereikt.